# NGC 6336
NGC 6336 é uma galáxia espiral barrada (SBa) localizada na direcção da constelação de Hercules. Possui uma declinação de +43° 49' 15" e uma ascensão recta de 17 horas, 16 minutos e 16,5 segundos.
A galáxia NGC 6336 foi descoberta em 11 de Julho de 1876 por Édouard Jean-Marie Stephan.